# ニック・ヴァレンシ
ニック・ヴァレンシ(Nicholas Valensi、1981年1月16日- )は、アメリカのロックバンド、ザ・ストロークスのギタリスト。ギターは腰の位置に低く構えている。『12:51』や『エンド・ハズ・ノー・エンド』におけるアナログシンセサイザーを思わせるサウンドが特徴で、機材はP-94ピックアップを搭載したエピフォン・リヴィエラを使用。

## 略歴
父はチュニジア出身のユダヤ人で母はフランス出身のユダヤ人。姉と妹がいる。マンハッタン区の最高級住宅街であるアッパー・イースト・サイドのニューヨーク市立大学ハンター校に通っていた。ギターに関しては有名な曲を弾けるくらいで満足していたが、ジュリアン・カサブランカスと出会ってから本格的に音楽に傾倒し、ミュージシャンを目指すようになる。影響を受けたミュージシャンに、ジョージ・ハリスン、ジミ・ヘンドリックス、ボブ・マーリーらを挙げている。また、デヴェンドラ・バンハートと交流があり、コラボレーションをしている。線が細く、独特のセンスが窺える衣装は「姉のもの」も多い。

## 私生活
イギリス出身のモデル兼写真家であるAmanda de Cadenetと2006年に結婚。「僕が知ってる限りの人の中で一番クールな女性」とのこと。2人の間には二卵性双生児の息子Silvanと娘Ellaがいる。（Amanda de Cadenetの前夫はデュラン・デュランのジョン・テイラーである。）